# ناحیه کفر تخاریم
ناحیه کفر تخاریم (به عربی: ناحیة کفر تخاریم) یک ناحیه در سوریه است که در منطقه حارم واقع شده‌است. ناحیه کفر تخاریم ۱۴٬۷۷۲ نفر جمعیت دارد.